# Suhpalacsa subcostalis
Suhpalacsa subcostalis is een insect uit de familie van de vlinderhaften (Ascalaphidae), die tot de orde netvleugeligen (Neuroptera) behoort. 
Suhpalacsa subcostalis is voor het eerst wetenschappelijk beschreven door Navás in 1912.